# Linia kolejowa Sátoraljaújhely – Slovenské Nové Mesto
Linia kolejowa Sátoraljaújhely – Slovenské Nové Mesto – linia kolejowa na Słowacji przebiegająca od słowacko-węgierskiego kolejowego przejścia granicznego Sátoraljaújhely – Slovenské Nové Mesto do stacji kolejowej Slovenské Nové Mesto.